# Elisa Mevius
Elisa Mevius est une joueuse allemande de basket-ball à trois née le 23 avril 2004 à Rendsburg, dans le Schleswig-Holstein. Elle a remporté la médaille d'or du tournoi féminin aux Jeux olympiques d'été de 2024, organisés à Paris.